# Aleuroclava melastomae
Aleuroclava melastomae là một loài côn trùng cánh nửa trong họ Aleyrodidae, phân họ Aleyrodinae.
Aleuroclava melastomae được Takahashi miêu tả khoa học đầu tiên năm 1934.